# San Giorgio di Perlena
San Giorgio di Perlena is een plaats (frazione) in de Italiaanse gemeente Fara Vicentino.